# Matko Kalinić
Matko Kalinić (Spalato, 16 maggio 1979) è un ex calciatore croato, di ruolo portiere.

## Carriera

### Club
Il 30 maggio 2004 firma un contratto valido fino al 30 giugno 2006 con il RW Oberhausen, club militante in 2. Bundesliga. Nell'agosto 2005, dopo un anno in Germania, fa il suo ritorno in patria accasandosi tra le file del Cibalia militante in 1.HNL.

## Statistiche

### Cronologia presenze e reti in nazionale
| Cronologia completa delle presenze e delle reti in nazionale ― Croazia under 20 | Cronologia completa delle presenze e delle reti in nazionale ― Croazia under 20 | Cronologia completa delle presenze e delle reti in nazionale ― Croazia under 20 | Cronologia completa delle presenze e delle reti in nazionale ― Croazia under 20 | Cronologia completa delle presenze e delle reti in nazionale ― Croazia under 20 | Cronologia completa delle presenze e delle reti in nazionale ― Croazia under 20 | Cronologia completa delle presenze e delle reti in nazionale ― Croazia under 20 | Cronologia completa delle presenze e delle reti in nazionale ― Croazia under 20 |
| Data                                                                            | Città                                                                           | In casa                                                                         | Risultato                                                                       | Ospiti                                                                          | Competizione                                                                    | Reti                                                                            | Note                                                                            |
| ------------------------------------------------------------------------------- | ------------------------------------------------------------------------------- | ------------------------------------------------------------------------------- | ------------------------------------------------------------------------------- | ------------------------------------------------------------------------------- | ------------------------------------------------------------------------------- | ------------------------------------------------------------------------------- | ------------------------------------------------------------------------------- |
| 28-9-1999                                                                       | Gospić                                                                          | Croazia under 20                                                                | 4 – 2                                                                           | Slovenia under 20                                                               | Amichevole                                                                      | -2                                                                              |                                                                                 |
| 20-10-1999                                                                      | Novaglia                                                                        | Croazia under 20                                                                | 0 – 3                                                                           | Italia under 20                                                                 | Amichevole                                                                      | -3                                                                              |                                                                                 |
| Totale                                                                          |                                                                                 | Presenze                                                                        | 2                                                                               |                                                                                 | Reti                                                                            | -5                                                                              |                                                                                 |